# Metal Gear Solid 3: Snake Eater
 (mars 2017).
Si vous disposez d'ouvrages ou d'articles de référence ou si vous connaissez des sites web de qualité traitant du thème abordé ici, merci de compléter l'article en donnant les références utiles à sa vérifiabilité et en les liant à la section « Notes et références ».
Metal Gear Solid 3: Snake Eater (メタルギアソリッド3 スネーク・イーター, Metaru Gia Soriddo Surī Sunēku Ītā, communément abrégé en MGS3) est un jeu vidéo d'action-infiltration créé, produit et réalisé par Hideo Kojima, développé et édité par Konami en 2004 sur PlayStation 2. Il a été réédité en 2006 sur le même support avec un nouveau sous-titre : Subsistence ; et en 2012 sur Nintendo 3DS sous le titre Metal Gear Solid: Snake Eater 3D.
Il s'agit d'une préquelle, et non une suite directe à Metal Gear Solid 2: Sons of Liberty.
En mai 2023, un remake intitulé Metal Gear Solid Delta: Snake Eater est annoncé sur PlayStation 5, Xbox Series et Microsoft Windows pour 2024.

## Synopsis
L'histoire se déroule en 1964, durant la guerre froide. Le joueur incarne Naked Snake, un soldat d'élite de l'unité Fox qui deviendra par la suite le futur Big Boss. Sa mission est de libérer Sokolov, un ingénieur soviétique de génie. Il sera conseillé dans sa quête par Major Zero, ancien membre du SAS, Para-Medic, l'experte en soins et nutrition, et enfin Sigint, expert en armement. L'ancien maître de Snake, The Boss, est passée du côté ennemi et a reconstitué son ancienne unité, l'Unité Cobra, regroupant des soldats aux pouvoirs surnaturels. Snake doit donc aller libérer Sokolov, emprisonné dans une base de Volgin. Il doit être aidé dans cette tâche par ADAM, un agent spécial se trouvant dans cette base.

### Mission Vertueuse
La guerre froide est intense entre l'URSS et les États-Unis en 1964. La course à l'armement nucléaire est lancée. Dans ce contexte, les deux fronts se disputent un homme, le Dr Nikolaï Stepanovitch Sokolov. Passé à l'Ouest avec l'aide du Major Zero, les États-Unis ont dû le renvoyer en URSS afin de mettre un terme à la crise des missiles de Cuba (1962). Mais les secrets qu'il détient sont trop dangereux, c'est pourquoi la nouvelle unité Fox est chargée de l'enlever. Un agent, nom de code Naked Snake ou Snake, est chargé de cette mission, nommée Mission Vertueuse.
Afin de s'infiltrer dans la base où Sokolov est détenu, en pleine jungle russe, il effectue le premier saut HALO de l'Histoire. Il reçoit le soutien radio du Major Zero, de Para-Medic et The Boss, son ancien maître, soi-disant en mission en Arctique. Alors qu'il parvient à rejoindre Sokolov, des Spetsnaz surgissent, rapidement éliminés par l'unité Ocelot, emmenée par le dénommé Ocelot, un agent de la GRU qui fait preuve d'aptitudes au tir spectaculaires. Sokolov s'échappe alors que Snake parvient à se débarrasser des Ocelots par des techniques de Close Quarters Combat (CQC), qu'il a élaborées avec The Boss. Snake rejoint peu après Sokolov, qui lui montre alors l'arme qu'il doit élaborer pour le compte du colonel Volgin : le Shagohod, un tank capable d'agir en solitaire, conçu pour tirer des missiles nucléaires à très longue portée sans possibilité de les repérer. Mais alors qu'ils partaient pour le point d'évacuation, une brume tombe soudainement. Apparaît alors The Boss, chargée de deux têtes nucléaires Davy Crockett. Elle affirme être passée à l'Est avec son unité Cobra fraîchement reformée, rejoignant ainsi Volgin, également présent. Sokolov se fait enlever par des membres de l'unité Cobra, en hélicoptère, et Snake engage le combat avec son ancien mentor, qui prend rapidement le dessus. Snake tombe alors dans une rivière, en emportant le bandana de The Boss. Snake, gravement blessé, parvient à s'administrer les premiers soins, et assiste impuissant à un tir de missile Davy Crockett sur le laboratoire de Sokolov.

### Opération Snake Eater
Une semaine plus tard, le téléphone rouge sonne à la Maison Blanche. Nikita Khrouchtchev a  eu vent du tir nucléaire et de l'implication des États-Unis dans l'affaire. Il charge alors le Président Lyndon B. Johnson de résoudre le problème. L'unité Fox est chargée de la mission, et Naked Snake, encore convalescent, repart pour la jungle russe. Après être parvenu à atterrir, Snake rencontre The Boss, qui après une courte bataille, démonte le pistolet du héros, et fait exploser les restes de son drone afin d'avertir les gardes de sa présence. Snake parvient pourtant à rejoindre les ruines de Rassvet, où il retrouve son contact EVA, une jeune femme qui lui indique comment rejoindre Sokolov : il doit pour cela s'infiltrer dans le laboratoire de Graniny Gorki. Elle lui donne également un déguisement et deux nouvelles armes, dont un Colt M1911 spécialement amélioré et personnalisé. Le lendemain matin, le repaire est attaqué par l'unité Ocelot, et Snake et Eva se séparent. En chemin, il rencontre Ocelot, armé de deux Colt Single Action Army, qui le provoque en duel, mais ils sont interrompus par The Pain, que Snake tuera peu après.
Grâce au costume de scientifique qu'Eva lui a donné, Snake parvient à s'infiltrer dans Graniny Gorki, où il rencontre Aleksandr Leonovitch Granin, un scientifique russe (à la solde de Volgin) avec un autre projet de tank nucléaire. Évincé au profit de Sokolov, il noie son chagrin dans l'alcool. Saoul, Granin confie à Snake une clé ouvrant une porte, donnant accès à un chemin montagneux menant à Groznyj Grad, quartier général de Volgin. Snake s'échappe du bâtiment peu après. Sur le chemin, il rencontre The Fear et The End. Dans les montagnes, Snake parvient à rejoindre Eva dans un repaire abandonné, où elle lui indique un moyen sûr d'infiltrer Groznyj Grad et de rejoindre Sokolov : dans un chemin creusé dans la montagne. Snake affronte alors The Fury, le dernier membre en vie de l'unité Cobra (hormis son chef, The Boss). Après le combat, l'accès est bloqué à la suite d'un effondrement, Snake ne peut donc plus faire demi-tour ; c'est alors qu'il entre dans Groznyj Grad.
Dans la base, il parvient à assommer un jeune colonel préféré de Volgin, et à prendre son apparence. Il réussit ainsi à pénétrer dans la « prison » de Sokolov et à lui parler : il lui révèle en détail le fonctionnement du Shagohod, terminé depuis peu. Volgin entre soudainement dans la pièce, et parvient à démasquer Snake, arrêté par The Boss. Snake est alors emprisonné et torturé par Volgin (et Ocelot lui fait accidentellement perdre son œil droit) mais Eva, déguisée et infiltrée, lui offre un moyen de s'échapper. Snake parvient alors à sortir de sa cellule et à passer par les égouts. Passant près de la mort, expérience où il « rencontre » The Sorrow, il se réveille dans une jungle et retrouve peu après Eva. Cette dernière lui rend son équipement et lui donne quatre doses de C3, un explosif plastique qui devrait lui permettre de détruire Groznyj Grad et le Shagohod. Snake retourne donc dans la base, parvient à entrer dans l'aile principale où est entreposé le Shagohod, et pose les charges de C3 près des cuves de carburant liquide destiné à celui-ci. Mais dans sa fuite, il est arrêté par Ocelot alors qu'il combattait The Boss, qu'il avait croisé. Il y a là aussi Volgin, qui se révèle être en possession de l'Héritage des Philosophes, 100 milliards de dollars amassés secrètement lors des deux conflits mondiaux par les États-Unis, la Russie et la Chine. Naked Snake affronte ensuite Volgin au cours d'un combat acharné, et parvient à s'échapper de l'entrepôt mais de loin, Ocelot voit Snake s'enfuir et décide de le poursuivre. Commence alors une grande course-poursuite entre Snake et Eva dans un side-car, Ocelot en moto, et Volgin aux commandes du Shagohod. Dans leur fuite, Snake et Eva parviennent à détruire un pont, arrêtant ainsi Ocelot et les soldats, mais pas le Shagohod, pourtant endommagé. Snake réussit à détruire les commandes du tank, mais Volgin, chargé d'électricité, l'alimente lui-même de l'extérieur. L'affrontement prend fin quand Volgin meurt foudroyé par un orage provoqué par The Sorrow.
Snake et Eva reprennent la fuite en side-car, mais ils chutent dans un ravin et Eva est gravement blessée. Snake lui donne les premiers soins et ils parviennent à rejoindre une clairière où les attendent un aéroglisseur, mais également The Boss. Naked Snake affronte donc son ancien maître, qu'il achève lors d'une cinématique, symboliquement, avec l'arme même de The Boss, un pistolet automatique Patriot. Snake se résout donc alors à rejoindre l'aéroglisseur, qui décolle, mais Ocelot parvient à embarquer et provoque une nouvelle fois Snake en duel. Dans un premier temps, Snake affronte Ocelot dans un style « combat de rue » mais se rappelant ses techniques de CQC, il décide de les mettre en pratique, ainsi qu'Ocelot. Ensuite, ce dernier menace Naked Snake avec un revolver, qui se révèle chargé que d'une balle à blanc. Ocelot finit par sauter de l'aéroglisseur, qui est alors poursuivi par des avions de chasse russes, mais Khrouchtchev intervient en personne et les laisse fuir.
Le lendemain, Snake trouve un message d'Eva lui révélant certains points obscurs de sa mission : Eva n'était pas son véritable contact, et travaillait en fait pour la Chine, pour qui elle devait subtiliser les données sur l'Héritage des Philosophes. De plus, The Boss n'a jamais trahi son pays, mais a dû s'infiltrer dans les plans de Volgin pour détruire le Shagohod et récupérer l'Héritage ; cependant le tir nucléaire de Volgin avait changé la donne, elle devait alors mourir et ce, de la main de son apprenti, pour garder cela secret. L'Histoire retiendra The Boss comme une criminelle de guerre sans aucune morale : en Russie comme d'un monstre ayant fait exploser une bombe nucléaire, aux États-Unis comme d'une traîtresse sans valeurs alors qu'elle s'est sacrifiée pour son pays.
Snake reçoit, pour ses faits d'armes et pour avoir surpassé The Boss, le titre de Big Boss, mais sa réussite lui laisse un goût amer.
Après le générique de fin, le joueur peut entendre un appel d'Ocelot, qui affirme avoir les véritables données sur l'Héritage des Philosophes, et s'avère être un agent de la CIA, s'adressant au directeur même de l'agence américaine.

### Personnages
Le protagoniste de Snake Eater, Naked Snake, connu sous le nom de Big Boss dans les précédents jeux (doublé par Akio Ōtsuka en japonais, et David Hayter en anglais), est un ancien soldat des forces spéciales américaines et de la CIA. Lors de sa mission, Major Zero (doublé par Banjō Ginga puis Jim Piddock), un ancien membre des SAS britannique, aide Snake en lui fournissant des conseils et tactiques. Para-Medic (Hōko Kuwashima puis Heather Halley) donne des conseils sur la faune et la flore ainsi que les premiers soins, et Sigint (Keiji Fujiwara puis James C. Mathis III) informe sur les équipements et les armes.
Les deux antagonistes principaux du jeu sont Volgin (doublé par Kenji Utsumi en japonais, puis Neil Ross en anglais), un colonel du GRU membre d'une faction extrémiste dont le but est de prendre le pouvoir en URSS, et The Boss (Kikuko Inoue puis Lori Alan), ancien mentor de Naked Snake pendant 10 ans. L'unité Cobra, une unité des forces spéciales guidée par The Boss, est composée de The End, The Fear, The Fury, The Pain et The Sorrow.

#### Doublages
Entre parenthèses, le nom du comédien lui prêtant sa voix dans la version anglophone.
- Unité FOX
  - Naked Snake (David Hayter)
  - Major Zero (Jim Piddock)
  - Para-Medic (Heather Halley)
  - Sigint (James C. Mathis III)

- Unité Cobra
  - The Boss (Lori Alan)
  - The Pain (Gregg Berger)
  - The Fear (Michael Bell)
  - The End (Grant Albrecht)
  - The Fury (Richard Doyle)
  - The Sorrow (David Thomas)

- GRU
  - Yevgeny Borisovitch Volgin (Neil Ross)
  - Revolver Ocelot (Josh Keaton)
  - Ivan Raidenovitch Raikov (Charlie Schlatter)
  - Johnny Sasaki (Michael Gough)

- Autres
  - EVA (Jodi Benson créditée sous le nom de Suzetta Minet[6])
  - Nikolai Stephanovich Sokolov (Brian Cummings)
  - Aleksandr Leonovitch Granin (Jim Ward)

- Metal Gear Raiden
  - Raiden (Charlie Schlatter)
  - Roy Campbell (Paul Eiding)
  - Rosemary (Lori Alan)
- Serpent contre Singes
  - Solid Snake (David Hayter)

## Système de jeu
Continuant sur la lancée de Metal Gear Solid 2: Sons of Liberty, le jeu diffère néanmoins sur de très nombreux points. Après les réflexions futuristes cyberpunk et l'infiltration de bases militaires, Metal Gear Solid 3 ayant lieu en 1964 et dans un contexte naturel (forêts, déserts, collines, ruisseaux, etc.), le côté simple de l'infiltration a été privilégié, bien loin du florilège de gadgets auquel le joueur était habitué dans les précédents jeux de la série. Un réalisme et une animalité poussée à l'extrême, offrant de nouveaux horizons à Hideo Kojima qui développe de nouveaux concepts de jouabilité. Snake ne se contente plus d'être indétectable, il lui faut désormais survivre en milieu hostile. Grâce au visualiseur de survie, le joueur a accès à de nombreuses options :
- Camouflage : le système de camouflage permet de se vêtir selon plusieurs motifs et ainsi de se fondre dans l'environnement pour mieux échapper au regard aiguisé de l'ennemi. Snake peut également utiliser les pouvoirs des boss en récupérant leur camouflage.
- Sac à dos : plus le sac à dos est lourd, plus Snake sera faible et fatigué. Le poids est indiqué en kilogrammes et il est important de jeter quelques armes ou objets pour continuer l'aventure. En revanche, il y a un nombre limité pour les équipements d'armes ou objets.
- Nourriture : très porté sur la survie, le jeu marque aussi l'arrivée de la chasse, qui offre à Snake la possibilité de capturer morte ou vive la faune et la flore grâce à de nombreux outils (sonar, souricière…). Entre autres : lapins, champignons, poissons, volatiles, mais aussi grenouilles, rats et chauve-souris, ainsi qu'une multitude de serpents, y compris le légendaire Tsuchinoko. Si un animal est capturé vivant, il ne périmera pas, mais si la bête est tuée, les restes vont devenir avariés au bout de plusieurs jours (même si le joueur ne joue pas au jeu) et pourront alors intoxiquer le joueur.
- Guérir : le système de soins offre un scanner permettant de voir les blessures dont souffre Snake, à l'image des fractures, coupures et autres brûlures, pour réaliser les opérations chirurgicales d'urgence nécessaires (appliquer un onguent, placer un bandage, stopper une hémorragie, installer une attelle, recoudre une coupure, etc.). Cependant il n'y a aucune réelle interactivité. En effet, le joueur sélectionne les actions une par une pour mener à bien les opérations, sans manipuler les outils. Le joueur doit également récupérer des plantes médicinales pour créer des objets médicaux. Selon la température, la nourriture ingérée et d'autres critères, Snake peut attraper des maladies détériorant sa condition physique et devant être soignées.
- Carte : le radar des opus précédents disparaît pour une carte construite au fur et à mesure de l'exploration.
- Repos : lors d'une sauvegarde ou pendant que le joueur ne joue pas, Snake se repose et récupère de la vie et de l'endurance. Cela lui permet de guérir des maladies mais provoque la péremption de certaines victuailles.

Ces modifications de jouabilité ne sont pas si anodines qu'il n'y paraît, puisque Metal Gear Solid 3 s'appréhende très différemment de ses prédécesseurs. Le joueur ne craint plus l'ennemi, il peut le contourner, s'immobiliser dans les hautes herbes, ou le prendre en chasse. De plus, le jeu laisse la liberté au joueur d'utiliser le décor, qui fourmille de détails, comme il le souhaite.
Le jeu comprend 216 minutes et 34 secondes de cinématiques. Il propose également un mini-jeu caché, uniquement sur les versions sorties sur la Playstation 2. Une fois capturé, durant un appel de Para-Medic, Snake et elle ont une discussion sur les vampires. Si le joueur sauvegarde juste après, et recharge la partie depuis cet instant, il se retrouve dans la peau d'un certain Guy Savage, et le jeu devient un beat them all durant quelques minutes, avant que Snake ne se réveille de son cauchemar.
Les versions sur Playstation 2 comprenaient également un mode bonus qui ne sera pas repris sur les versions ultérieures : Serpent contre singes, où le personnage (qui se trouve visiblement être Solid Snake car il communique avec un Roy Campbell âgé par radio) doit capturer des singes. Outre la référence à Ape Escape (d'où proviennent les singes), Snake demande à Campbell si d'autres personnages ne pourraient pas mener l'opération à sa place. Il cite alors deux de ses amis : Sam et Gabe. Sam est une référence à Sam Fisher de la série Splinter Cell et Gabe fait référence à Gabriel Logan de la série Syphon Filter, deux séries de jeux concurrentes de la série Metal Gear dans le domaine de l'action-infiltration.

## Accueil
Metal Gear Solid 3: Snake Eater fait l'unanimité auprès de la presse, tout comme son prédécesseur Metal Gear Solid 2: Sons of Liberty, notamment grâce à son scénario empli de rebondissements et de références aux autres opus de la série, ses personnages charismatiques (notamment The Boss) et ses innovations dans le système de jeu (grâce aux costumes).
Dans la revue spécialisée de GameRankings, le jeu expose une moyenne de 91 % basée sur 62 revues. Sur Metacritic, le jeu obtient une moyenne de 91 % basée sur 68 revues. Le site de jeux vidéo IGN attribue un 9,6/10 et le magazine britannique Edge un 8/10. GameSpot, qui a attribué un 8,7/10 au jeu, commente que le jeu est « riche en cinématique » et possède de « très bons graphismes ». GameSpy le nomme « probablement le meilleur jeu de la série Metal Gear Solid » et Eurogamer affirme dans leur revue que « le jeu est largement supérieur à MGS2: Sons of Liberty ». Les utilisateurs sur IGN le classent en 10e position des meilleurs jeux de tous les temps, et le 5e meilleur du Top 100 de 2008. Selon le site Jeuxvideo.com, il est classé « 83e meilleur jeu de tous les temps ».

## Différentes versions
Comme pour Metal Gear Solid 2, la sortie japonaise (16 décembre 2004) de Snake Eater a été retardée d'un mois après la sortie de la version nord-américaine (17 novembre). Toutefois, contrairement aux titres précédents de Metal Gear, beaucoup de différences existent entre ces deux versions en termes de contenu. La version japonaise comporte des modèles de camouflage supplémentaires en plus des trois initiaux existant dans la version américaine. Cela comprend notamment un modèle pour la nouvelle année, un modèle pour la Saint-Valentin, une tenue de camouflage urbain tigrée ainsi qu'un modèle arc-en-ciel très discret. De nouveaux modèles peuvent également être téléchargés à partir de produits connexes, comme le CD de la bande sonore, ou le CD simple titre Snake Eater. Les clients qui ont acheté le jeu chez WonderGoo (un magasin de vente au détail japonais) peuvent par exemple utiliser un modèle exclusif WonderGoo en apportant leur carte mémoire et une preuve de leur achat au magasin.
Comme pour les deux premiers titres de Metal Gear Solid, le jeu est sorti en deux versions au Japon : la version standard et le Premium Package. Le Premium Package contient le jeu (avec la couverture et la jaquette revisitées), un livre de 400 pages  (intitulé R), un livre illustré (intitulé L), une vidéo en DVD et une figurine au 1/144 du Shagohod.
Pour la sortie européenne qui a eu lieu bien plus tard (3 mars 2005), Konami a ajouté plusieurs éléments tels que des peintures additionnelles pour le visage basées sur les drapeaux des divers pays européens (tout en conservant ceux des versions nord-américaine et japonaise), un nouveau mode de difficulté (European Extreme), un mode Demo Theater (qui permet de revoir les cinématiques du jeu), un mode duel (qui permet d'affronter successivement tous les boss du jeu) et un niveau additionnel (Snake vs. Monkey). Plusieurs modèles de camouflage de la version japonaise ont été conservés, et les modèles contenus dans les CD de la version japonaise peuvent être exploités, d'autres encore peuvent être débloqués en finissant le mode duel.

## Rééditions
- 2006 - PlayStation 2, nommé Metal Gear Solid 3: Subsistence ;
- 2008 - PlayStation 2 dans la compilation Metal Gear Solid: The Essential Collection ;
- 2011 - PlayStation 3, PlayStation Vita et Xbox 360 dans la compilation Metal Gear Solid: HD Collection ;
- 2012 - Nintendo 3DS, nommé Metal Gear Solid: Snake Eater 3D.

### Metal Gear Solid 3: Subsistence

Logo de Metal Gear Solid 3: Subsistence.

Commercialisé en octobre 2006 sur PlayStation 2, Metal Gear Solid 3: Subsistence est une version étendue de Snake Eater. Ce qui inclut tous les ajouts exclusifs à la version européenne de MGS3, d'autres modèles de camouflage, une nouvelle caméra à la 3e personne placée dans le dos du personnage (on peut toutefois revenir au mode de caméra original à tout moment), de nouveaux niveaux pour le mini-jeu avec les singes, un mode de jeu en ligne en multijoueur, des scènes parodiques à caractère humoristique reprenant certaines des scènes-clés du jeu, et les deux premiers épisodes de la série sortis sur MSX : Metal Gear et Metal Gear 2: Solid Snake. Un disque bonus comporte aussi un montage de 3h30, créé à partir des cinématiques du jeu et de phases de gameplay (formant ainsi une sorte de résumé de l'histoire du jeu), ainsi qu'une bande-annonce de Metal Gear Solid 4: Guns of the Patriots.

#### Accueil
| Publication | Note                     |
| ----------- | ------------------------ |
| Famitsu     | 39 / 40[réf. souhaitée]  |
| IGN         | 9,8 / 10[réf. souhaitée] |
| 1UP.com     | 9,9 / 10[réf. souhaitée] |
| Eurogamer   | 9 / 10[réf. souhaitée]   |

Cette version fut très bien reçue car elle renouvelle considérablement l'intérêt du jeu, autant au niveau du gameplay avec la nouvelle caméra, qu'au niveau de la durée de vie grâce aux nouveaux modes. Elle était également le premier titre de la série à proposer un mode en ligne, même si le gameplay du jeu s'y prêtait mal. Beaucoup de sites et de magazines expliquent également que même une personne ayant jouée à Snake Eater peut acheter Subsistence et y jouer sans être déçu de son achat.

### Metal Gear Solid: Snake Eater 3D

Logo de Metal Gear Solid 3: Snake Eater 3D.

Metal Gear Solid: Snake Eater 3D, aussi appelé Metal Gear Solid 3: Snake Eater 3D, est une adaptation de Metal Gear Solid 3: Snake Eater sorti en 2012 sur Nintendo 3DS. Il bénéficie en plus de l’effet de relief de la console.

#### Accueil
| Publication   | Note    |
| ------------- | ------- |
| Famitsu       | 34 / 40 |
| Jeuxvideo.com | 15 / 20 |

#### Développement
Durant l’E3 2010, Konami a présenté une démo pour la Nintendo 3DS nommé Metal Gear Solid 3D: Snake Eater - The Naked Sample. Toutefois, la démo ne présentait qu’un aperçu de la puissance de la console et ne représentait donc pas le jeu final. Hideo Kojima, créateur de la série Metal Gear, a déclaré dans une entrevue avec le magazine japonais Famitsu que plusieurs éléments de Metal Gear Solid: Peace Walker sur PlayStation Portable seraient repris pour l’épisode 3DS, tel que le mode coopératif,.
Au Tokyo Game Show de 2010, Konami a dévoilé qu’un Metal Gear serait prévu de sortir sur 3DS au courant de l’année 2011, sans plus de précision,. Metal Gear Solid: Snake Eater 3D fut également présenté au Nintendo World 2011 le 8 janvier 2011.